# لوئیس د فاریا
لوئیس د فاریا (انگلیسی: Luis De Faría؛ زادهٔ ۲۱ فوریهٔ ۱۹۹۶) بازیکن فوتبال اهل آرژانتین است.
از باشگاه‌هایی که در آن بازی کرده‌است می‌توان به باشگاه فوتبال گودوی کروز اشاره کرد.